# James Donlan
James Donlan, né le 23 juillet 1888 à San Francisco – mort le 7 juin 1938 à Hollywood, est un acteur américain. Il paraît dans 107 films entre 1929 et 1939.
Il meurt à 49 ans d'une crise cardiaque. L'actrice Yolande Donlan est sa fille.

## Filmographie partielle
- 1929 : Big News de Gregory La Cava : Deke
- 1929 : Wise Girls d'E. Mason Hopper
- 1930 : Danger Lights  de George B. Seitz
- 1930 : The Sins of the Children
- 1932 : Back Street de John M. Stahl
- 1932 : Men of Chance
- 1932 : Tête brûlée (Airmail) de John Ford : passager passant des cigares
- 1932 : Le Bel Étudiant (Huddle) de Sam Wood
- 1932 : Penguin Pool Murder de George Archainbaud : Fink, le garde de sécurité
- 1933 : Le Roi de la bière (What! No Beer?) d'Edward Sedgwick : Al
- 1933 : The Avenger d'Edwin L. Marin : Durant
- 1934 : Les Nuits de New York (Now I'll Tell) d'Edwin J. Burke : Honey Smith
- 1934 : Patte de chat (The Cat's-Paw) de Sam Taylor : Red, le reporter
- 1934 : Ce n'est pas un péché (Belle of the Nineties) de Leo McCarey : Kirby
- 1935 : Toute la ville en parle (The Whole Town's Talking) : de John Ford : Howe
- 1935 : Romance in Manhattan de Stephen Roberts : Mr. Harris
- 1935 : Femmes d'affaires (Traveling Saleslady) de Ray Enright

## Source de la traduction
- (en) Cet article est partiellement ou en totalité issu de l’article de Wikipédia en anglais intitulé « James Donlan » (voir la liste des auteurs).